# تیم ملی فوتبال زیر ۱۷ سال اسپانیا
تیم ملی فوتبال زیر ۱۷ سال اسپانیا یا تیم ملی فوتبال نوجوانان اسپانیا نماینده فوتبال کشور اسپانیا در مسابقات نوجوانان اروپا و بین‌المللی است که زیر نظر فدراسیون فوتبال سلطنتی اسپانیا فعالیت میکند.

## آمار مسابقات رسمی

### جام جهانی فوتبال زیر ۱۷ سال
| سال   | دوره                     | عنوان                    | بازی                     | برد                      | م*                       | باخت                     | گ خ                      | گ ز                      |
| ----- | ------------------------ | ------------------------ | ------------------------ | ------------------------ | ------------------------ | ------------------------ | ------------------------ | ------------------------ |
| ۱۹۹۱  | نایب قهرمان              | دوم                      | ۶                        | ۴                        | ۱                        | ۱                        | ۱۳                       | ۵                        |
| ۱۹۹۳  | به مسابقات راه پیدا نکرد | به مسابقات راه پیدا نکرد | به مسابقات راه پیدا نکرد | به مسابقات راه پیدا نکرد | به مسابقات راه پیدا نکرد | به مسابقات راه پیدا نکرد | به مسابقات راه پیدا نکرد | به مسابقات راه پیدا نکرد |
| ۱۹۹۵  | مرحله گروهی              | سیزدهم                   | ۳                        | ۱                        | ۱                        | ۱                        | ۴                        | ۴                        |
| ۱۹۹۷  | رتبه سوم                 | سوم                      | ۶                        | ۵                        | ۰                        | ۱                        | ۲۲                       | ۶                        |
| ۱۹۹۹  | مرحله گروهی              | یازدهم                   | ۳                        | ۱                        | ۱                        | ۱                        | ۷                        | ۲                        |
| ۲۰۰۱  | مرحله گروهی              | سیزدهم                   | ۳                        | ۱                        | ۰                        | ۲                        | ۴                        | ۶                        |
| ۲۰۰۳  | نایب قهرمان              | دوم                      | ۶                        | ۴                        | ۱                        | ۱                        | ۱۶                       | ۱۰                       |
| ۲۰۰۵  | به مسابقات راه پیدا نکرد | به مسابقات راه پیدا نکرد | به مسابقات راه پیدا نکرد | به مسابقات راه پیدا نکرد | به مسابقات راه پیدا نکرد | به مسابقات راه پیدا نکرد | به مسابقات راه پیدا نکرد | به مسابقات راه پیدا نکرد |
| ۲۰۰۷  | نایب قهرمان              | دوم                      | ۷                        | ۴                        | ۳                        | ۰                        | ۱۳                       | ۶                        |
| ۲۰۰۹  | رتبه سوم                 | سوم                      | ۷                        | ۵                        | ۱                        | ۱                        | ۱۸                       | ۱۰                       |
| ۲۰۱۱  | به مسابقات راه پیدا نکرد | به مسابقات راه پیدا نکرد | به مسابقات راه پیدا نکرد | به مسابقات راه پیدا نکرد | به مسابقات راه پیدا نکرد | به مسابقات راه پیدا نکرد | به مسابقات راه پیدا نکرد | به مسابقات راه پیدا نکرد |
| ۲۰۱۳  | به مسابقات راه پیدا نکرد | به مسابقات راه پیدا نکرد | به مسابقات راه پیدا نکرد | به مسابقات راه پیدا نکرد | به مسابقات راه پیدا نکرد | به مسابقات راه پیدا نکرد | به مسابقات راه پیدا نکرد | به مسابقات راه پیدا نکرد |
| ۲۰۱۵  | به مسابقات راه پیدا نکرد | به مسابقات راه پیدا نکرد | به مسابقات راه پیدا نکرد | به مسابقات راه پیدا نکرد | به مسابقات راه پیدا نکرد | به مسابقات راه پیدا نکرد | به مسابقات راه پیدا نکرد | به مسابقات راه پیدا نکرد |
| ۲۰۱۷  | Qualified                | Qualified                | Qualified                | Qualified                | Qualified                | Qualified                | Qualified                | Qualified                |
| مجموع | ۸/۱۲                     | نهم                      | ۴۱                       | ۲۵                       | ۸                        | ۸                        | ۹۷                       | ۴۹                       |

### مسابقات فوتبال زیر ۱۷ سال اروپا
| سال   | دوره        | بازی | برد | م* | باخت | گ خ | گ ز |
| ----- | ----------- | ---- | --- | -- | ---- | --- | --- |
| ۲۰۰۲  | رتبه چهارم  | ۸    | ۵   | ۲  | ۱    | ۲۱  | ۱۱  |
| ۲۰۰۳  | نایب قهرمان | ۸    | ۵   | ۲  | ۱    | ۲۱  | ۹   |
| ۲۰۰۴  | نایب قهرمان | ۸    | ۵   | ۱  | ۲    | ۱۹  | ۷   |
| ۲۰۰۵  | مرحله الیت  | ۳    | ۲   | ۱  | ۰    | ۳   | ۱   |
| ۲۰۰۶  | رتبه سوم    | ۸    | ۵   | ۲  | ۱    | ۱۹  | ۵   |
| ۲۰۰۷  | قهرمان      | ۸    | ۶   | ۲  | ۰    | ۱۲  | ۳   |
| ۲۰۰۸  | قهرمان      | ۱۱   | ۸   | ۳  | ۰    | ۲۹  | ۹   |
| ۲۰۰۹  | مرحله گروهی | ۹    | ۴   | ۵  | ۰    | ۱۴  | ۴   |
| ۲۰۱۰  | نایب قهرمان | ۱۱   | ۹   | ۰  | ۲    | ۳۷  | ۷   |
| ۲۰۱۱  | مرحله الیت  | ۶    | ۵   | ۰  | ۱    | ۱۸  | ۶   |
| ۲۰۱۲  | مرحله الیت  | ۶    | ۴   | ۲  | ۰    | ۱۷  | ۴   |
| ۲۰۱۳  | مرحله الیت  | ۶    | ۳   | ۰  | ۳    | ۹   | ۸   |
| ۲۰۱۴  | مرحله الیت  | ۶    | ۴   | ۱  | ۱    | ۸   | ۲   |
| ۲۰۱۵  | یک چهارم    | ۱۱   | ۵   | ۶  | ۰    | ۱۴  | ۵   |
| ۲۰۱۶  | نایب قهرمان | ۱۲   | ۸   | ۴  | ۰    | ۱۸  | ۶   |
| ۲۰۱۷  | قهرمان      | ۱۲   | ۸   | ۳  | ۱    | ۳۰  | ۹   |
| مجموع | ۱۱/۱۶       | ۱۳۳  | ۸۶  | ۳۴ | ۱۳   | ۲۸۹ | ۹۶  |

- رنگ پس زمینه طلایی رتبه اول در پایان مسابقات. رنگ پس زمینه نقره ای رتبه دوم در پایان مسابقات. رنگ پس زمینه برنز رتبه سوم در پایان مسابقات.